# Чорторийське князівство
Чорторийське (Чарторийське) князівство — удільне князівство XIV—XVIII ст. у складі Великого князівства Литовського (від 1569 — Речі Посполитої) з центром у містечку Чорторийськ. Розташовувалося на Півночі Волині. Правила одна з гілок литовського роду Ольгердовичів — Чорторийські.

## Історія
на думку українського дослідника Леонтія Войтовича Чорторийський уділ правдоподібно був утворений у 1384—1392 роках, коли великий князь Литовський Ягайло намагався підпорядкувати Волинське князівство і зменшити володіння Федора Любартовича, який став його васалом. Костянтин Ольгердович підтримував у всьому брата Ягайла. Разом з ним служив великому князю його син Василь. На дяку останнього близько 1384 року надано Чорторийський уділ з титулом князя. На користь цього припущення свідчать літописні повідомлення про синів Василя Костянтиновича. Вони названі Чорторийськими, що є свідченням, що принаймні їхній батько володів цим князівством. Також ймовірно, що Чорторийське князівство отримав Костянтин Ольгердович від великого князя Волинського Любарта. А підтримка Ягайла була викликана бажання зберегти князівське володіння та отримати відповідні привілеї.
У 1440 році після вбивства князями Іваном та Олександром Васильовичами великого князя Литовського Сигізмунда Кейстутовича Чорторийське князівство було конфісковано, а вбивці втекли до великого князівства Московського. Але того ж року передано іншому брату Михайлу, який в останні роки життя Свидригайла управляв Східним Поділлям. 1442 року польський король Владислав ІІІ підтвердив статус князівства.
Лише у 1460 році Іван Вальовича отримав прощення та відновлення Чорторийського князівства, яке згодом передав братові Олександру. У 1547 році з Чорторийського князівства було виокремлено Клеванське князівство, яке отримала молодша гілка Чорторийських.
З 1540-х років князівство разом з іншими волинськими ідлами перетворюється в об'єкт нападу Кримсського ханства та ногайських орд. Натомість очільники Чорторийського князівства беруть активну участь в обороні Волині Поділля, особливо з початку 1570-х років.
Після 1571 року князівство стало поступово розпадатись на низку приватних володінь. Нарівні з цим число володінь родини Чорторийських, завдяки шлюбам із членами інших князівських родин, весь час зростало, хоча ці володіння вже не мали характеру уділу. А втім, старші в роді продовжували формально вважатися удільними князями і відповідно титулувалися князями на Чорторийську і Литовежу. В цей час князівство фактично втратило статус васального, автономного та удільного володіння.
До початку XVIII ст. Чорторийське князівство було в значній мірі розпродано більш заможним князям, до 1730-х років фактично припинило існування. Формально Чорторийське князівство було ліквідовано у 1793 році за рішення російського уряду після Другого поділу Речі Посполитої.

## Управління
Належали до «головних княжат». Князі не підлягали місцевій адміністрації (повітовій чи воєводській), лише в деяких питаннях великому князю литовському чи польському королеві. Тут безроздільно панувало князівське право (лат. jus ducale), завдяки чому вона фактично перетворилася на державу в державі. Суверенність землеволодіння відносилася до засадничих елементів княжого права. Також правителі значних князівств виводили власні збройні загони (почти) під родовим гербом, а корогвами Волинського воєводства.

## Економіка
Основою господарства були землеробство й торгівля. Найбільшого економічного розвитку князівство досягло у 1540—1570-х роках. З кінця XVI ст. починається занепад. Навіть столицю — Старий Чорторийськ — було продано мінському воєводі Янові Пацу в 1601 році за 400 тис. польських злотих. Чортория за люстрацією 1629 року мала 90 димів. На правому березі Случі в той час виникла Нова Чортория, але і вона не стала більш-менш значним центром. Потужного удару завдали бойові дії під час визвольної війни українського народу на чолі з Богданом Хмельницьким, а потім події Руїни.